# Фон-де-Гом

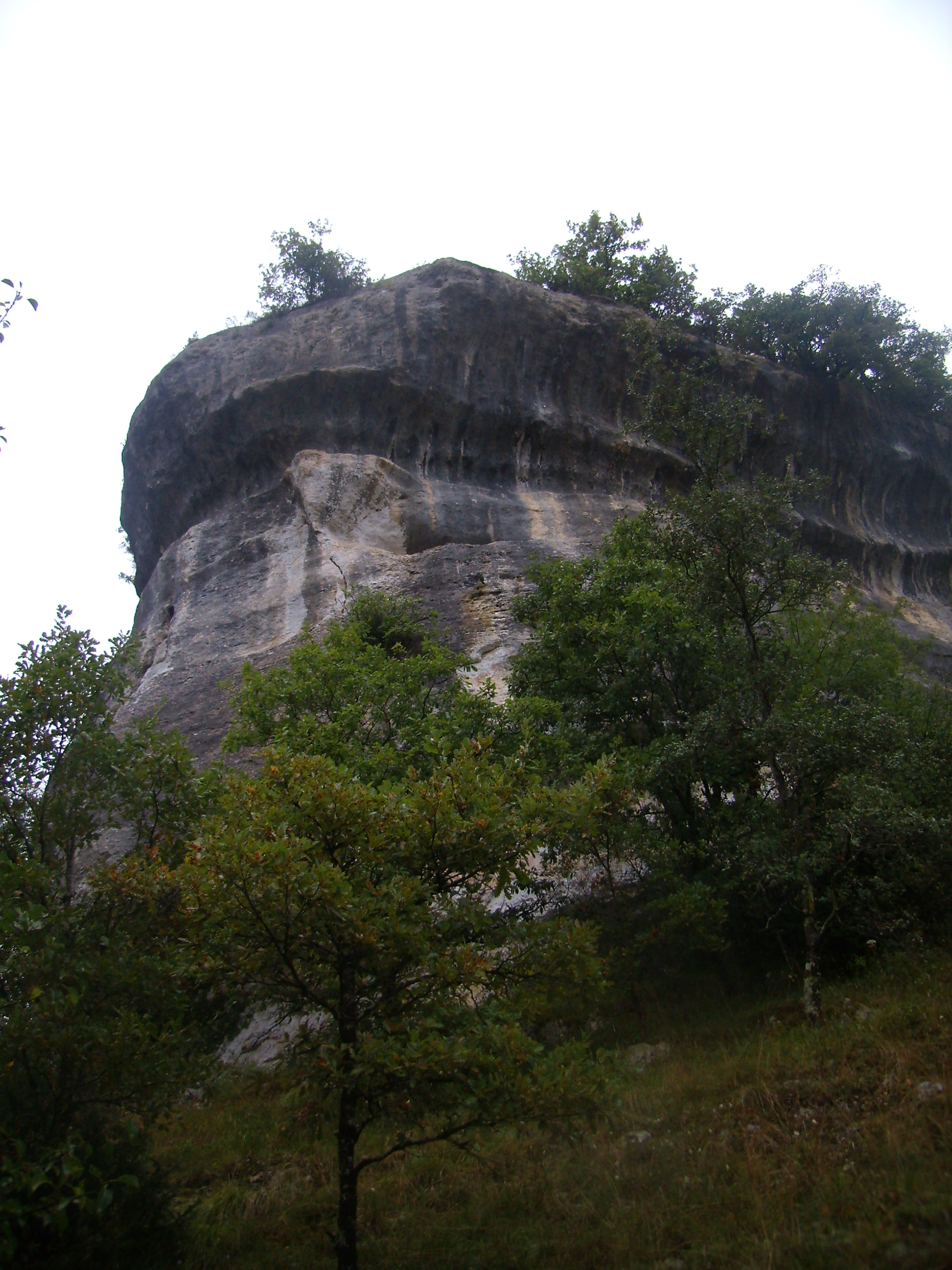
Фон-де-Гом

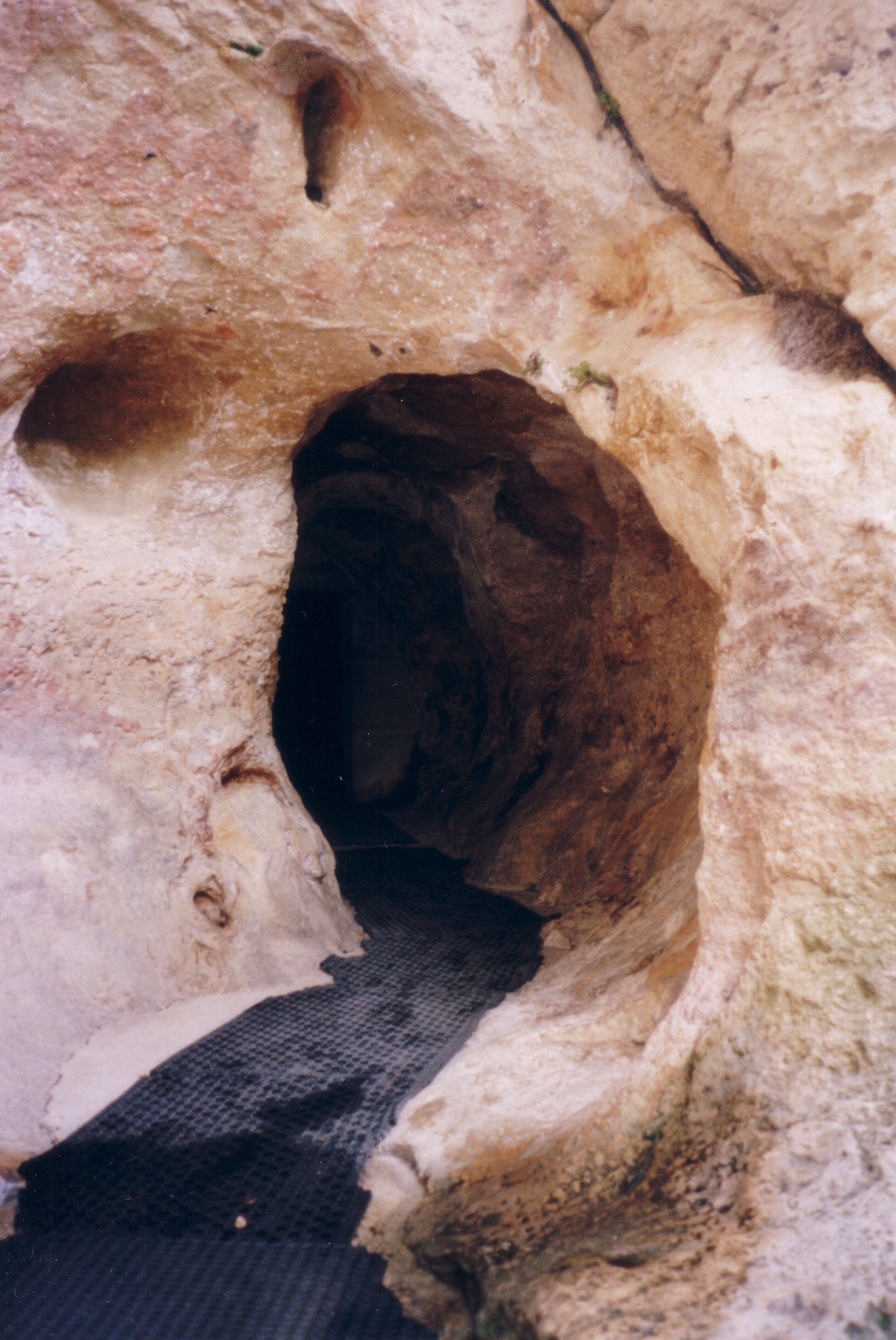
Вхід у печеру Фон-де-Гом

Фон-де-Гом, Фон-де-Ґом (фр. Font-de-Gaume) — печера у Франції (деп. Дордонь) з настінними зображеннями тварин епохи пізнього палеоліту.

## Короткий опис
Живопис у гроті Фон-де-Гом належить до найкращих зразків печерного мистецтва. Численні зображення бізонів, диких коней, мамонтів, північних оленів та інших тварин виконані в різній манері від найдавніших лінійних малюнків чорною і червоною фарбою до чудових поліхромних композицій  Мадленської епохи (15 000 — 11 000 років до н. е.).
Сумніви щодо давнини й автентичності живопису остаточно розвіялися після того, як в 1912 році. Г. Пегуан виявив на стінах печери Тюк д'Одубер у Французьких  Піренеях зображення бізонів. Вони знаходилися під шаром сталактитів, їхній вік становив понад 10 000 років. Під ними знайшли зображення зубрів.

## Відкриття
Грот Фон-де-Гом відкритий Дені Перойні в 1901 році. Зображення деяких тварин зроблені в натуральну величину. На стінах і склепіннях невеликих залів печери виконано близько 80 малюнків, серед яких два зображення мамонтів.
При розкопках у галереях печери були знайдені шматки червоної  охри і своєрідні «олівців» з  марганцевої руди. Судячи з усього, це були ті самі барвники, які використовувалися первісними художниками в живописних роботах. Подібні фарбувальні матеріали зустрічаються майже всюди, де поширені глинисті ґрунти, зокрема, в долинах недалеко від Фон-де-Гом. В окрузі є численні шари жовтої, червоної, а іноді чорної глини, а також поклади  залізної і марганцевої руди.

## Галерея

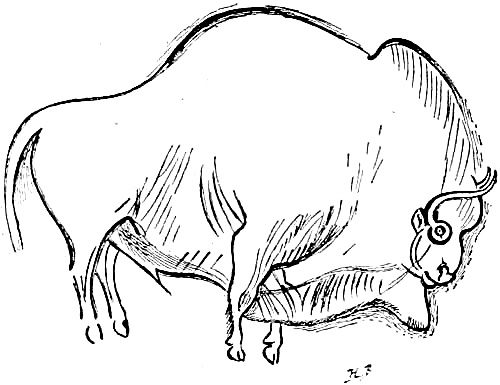
Бізон
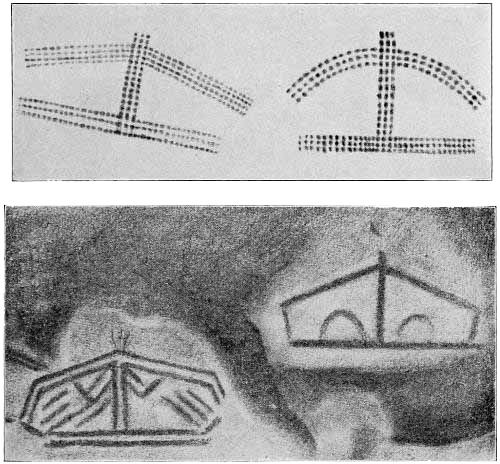
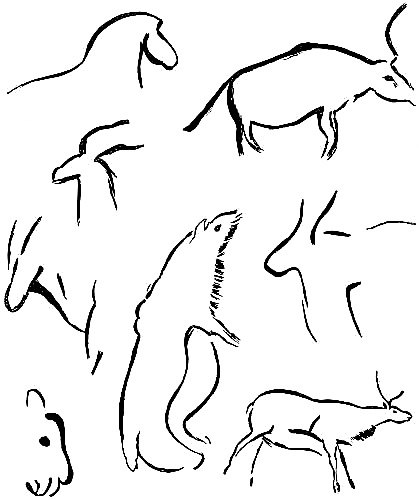
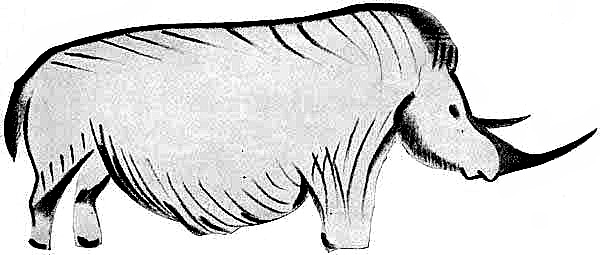
Шерстистий носоріг
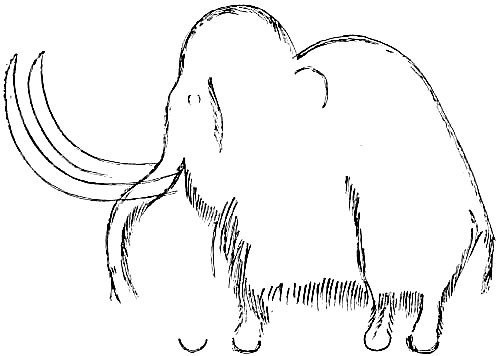
Мамут
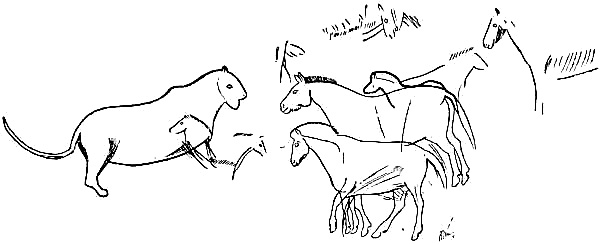
Лев
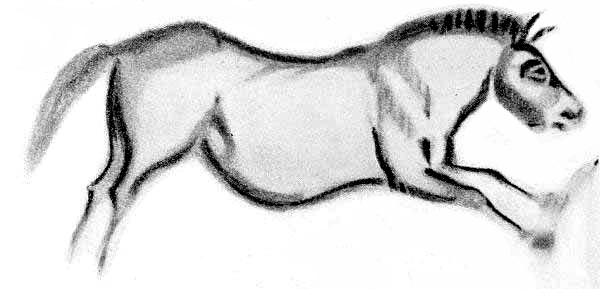
Кінь, що скаче
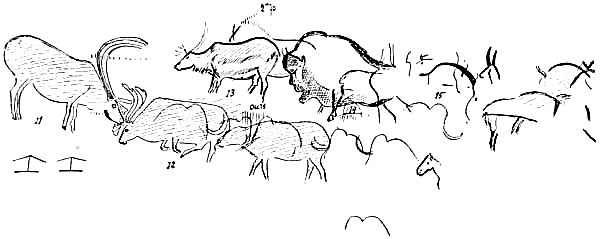
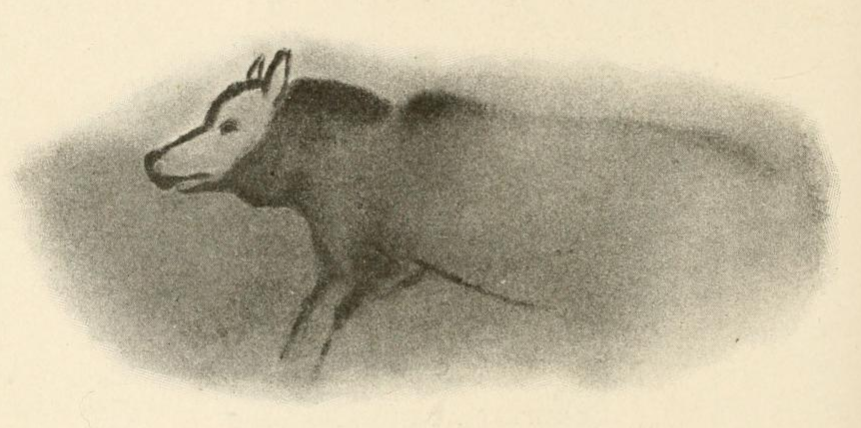
Вовк